# Shreveport, Louisiana

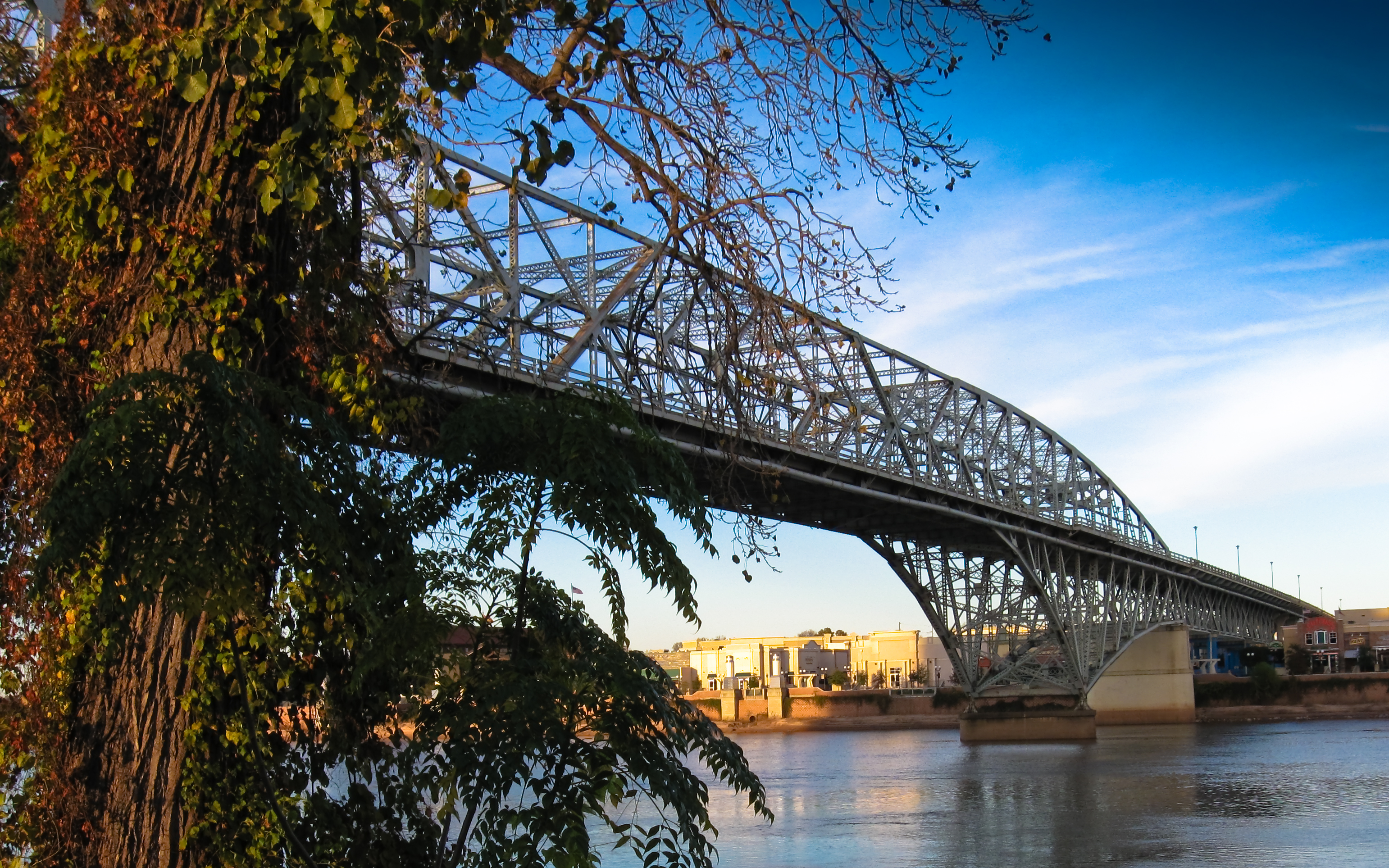
Podul peste Red River care unește Shreveport cu Bossier City (fotografie realizată dinspre Clyde Fant Parkway).

Shreveport este cel de-al treilea oraș ca mărime și centrul celei de-a patra zone metropolitane din statul  Louisiana, precum și cel de-al 109-lea oraș din  Statele Unite ale Americii.
Sediul parohiei (un alt nume pentru comitat) Caddo Parish GR6, orașul se extinde de-a lungul râului Red River (conținând Wright Island, Parcul memorial Charles și Marie Hamel și Insulele Bagley) în parohia vecină, Bossier Parish.

## Personalități născute aici
- Pat Carroll (n. 1927), actriță;
- Evelyn Ashford (n. 1957), atletă;
- Karen Denise Aubert⁠(d), (cunoscută ca K.D. Rose) (n. 1978), actriță;
- Chi Chi DeVayne⁠(d) (1985 – 2020), personalitate TV;
- Hurricane Chris (n. 1989), rapper.